# Johannes Groht
Johannes Groht (* 1962) ist ein deutscher Fotograf und Grafiker, der sich speziell den Themenbereichen Natur und Kultur widmet.

## Leben
Groht beschäftigt sich bereits seit früher Jugend mit Fotografie. Er ist seit 1991 in Hamburg freischaffend im Bereich Kommunikationsdesign für verschiedene Organisationen und Unternehmen tätig.
Neben Ausstellungen eigener Werke hat Groht auch zahlreiche Veröffentlichungen zum Thema Natur und Kultur vorgelegt. Er betreibt die Homepages ur-bild.de und menhire.net.

## Werke
- Planet Osterinsel. Bilder einer Reise ans andere Ende der Welt. Monsenstein und Vannerdat, Münster 2005, ISBN 978-3-86582-160-7.
- Tempel der Ahnen. Megalithbauten in Norddeutschland. AT Verlag, Baden 2005, ISBN 978-3-03800-226-0.
- Festland. Kosmografien von der Osterinsel. blurb.com, 2011, ISBN 978-1-4475-0570-9.
- Kosmografien. Bilder des Kosmos in alltäglichen Dingen. blurb.com, 2012.
- Himmel und Erde. Ein fotografischer Dialog mit dem Maler Hermann Haindl. Katalog und Dokumentation. 2013.
- Harald Meller (Hrsg.): Menhire in Deutschland. Nünnerich-Asmus, Mainz 2013, ISBN 978-3-943904-18-5.
- Das nutzlose Bemühen. Kosmografien. Hamburg 2013.
- Im Tal der Zeichen. Kosmografien aus dem Schams. Hamburg 2014.
- Das Tor von Elea. Kosmografien. Hamburg 2015.
- Das unsichtbare Netz. Kosmografien. Hamburg 2016.